# Кройсен
Кройсен (нім. Creußen) — місто в Німеччині, розташоване в землі Баварія. Підпорядковується адміністративному округу Верхня Франконія. Входить до складу району Байройт. Центр об'єднання громад Кройсен.
Площа — 66,48 км2. Населення становить 4994 ос. (станом на 31 грудня 2020).